# Mercancías peligrosas
Las mercancías peligrosas son artículos o sustancias, que al ser transportadas, presentan un peligro para la salud, la seguridad, la propiedad o el medio ambiente. Además, deben estar clasificadas de acuerdo con los criterios de riesgo establecidos por Subcomité de Expertos de las Naciones Unidas en Transporte de Mercaderías Peligrosas, o incluidas en la lista de mercancías peligrosas. Confirma
El término «mercancía peligrosa» se utiliza en el ámbito del transporte; en los ámbitos de seguridad para la salud o etiquetado se utiliza el término sustancia o preparado peligroso.

## Clasificación
Todas las mercancías peligrosas están clasificadas atendiendo a sus características químicas y a su grado de peligrosidad.
Existen nueve clases diferentes.

### Clase 1: Materias y objetos explosivos

Etiqueta genérica para materiales clase 1.

Son materias u objetos que, debido a una reacción química desprenden gases a una temperatura o velocidad que puedan producir daños; o materias que pueden producir reacciones exotérmicas.
Dentro de esta clase las materias y los objetos se subdividen en función del riesgo de explosión en masa, de proyección o de incendio.
Ejemplos: Fuegos artificiales, bengalas, bombas, cohetes, municiones, mechas, detonadores y otros.
Los materiales explosivos se clasifican en:
- División 1.1 : Materias y objetos que presentan un riesgo de explosión en masa (Una "explosión en masa" es la explosión que afecta de manera prácticamente instantánea a casi toda la carga).
- División 1.2 : Materias y objetos que presentan un riesgo de proyección sin riesgo de explosión en masa.
- División 1.3 : Materias y objetos que representan un riesgo de incendio con ligero riesgo de efectos de onda expansiva o de proyección o de ambos efectos, pero sin riesgo de explosión en masa,

a) cuya combustión da lugar a una radiación térmica considerable, o 
b) que arden unos a continuación de otros con efectos mínimos de onda expansiva o de proyección o de ambos efectos.
- División 1.4 : Materias y objetos que sólo presentan un pequeño riesgo de explosión en caso de ignición o cebado durante el transporte. Los efectos se limitan esencialmente a los bultos y normalmente no dan lugar a la proyección de fragmentos de tamaño apreciable ni a grandes distancias. Un incendio exterior no debe implicar la explosión prácticamente instantánea de la casi totalidad del contenido de los bultos.
- División 1.5 : Materias muy poco sensibles que presentan un riesgo de explosión en masa, con una sensibilidad tal que , en condiciones normales de transporte, solo existe una probabilidad muy reducida de cebado o de que su combustión se transforme en detonación. Se exige como mínimo que no exploten cuando se las someta a la prueba de fuego exterior.
- División 1.6 : Objetos extremadamente poco sensibles que no supongan riesgo de explosión en masa. dichos objetos no contendrán más que materias extremadamente poco sensibles y que presenten una probabilidad despreciable de cebado o de propagación accidental.

NOTA: El riesgo vinculado a los objetos de la división 1.6 queda limitado a la explosión de un objeto único.

### Clase 2: Gases comprimidos, licuados y/o disueltos bajo presión
Son materias que a presión normal y 20 °C se encuentran en estado gaseoso o bien con una presión de vapor superior a 3 bares a 50 °C. Los gases pueden presentarse licuados, comprimidos o refrigerados. 
En función de sus propiedades pueden clasificarse como asfixiantes, comburentes, inflamables o tóxicos. En virtud de esta clasificación se establecen tres divisiones.

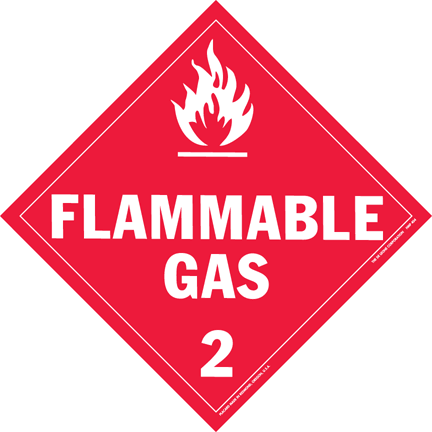
2.1 Gases inflamables.
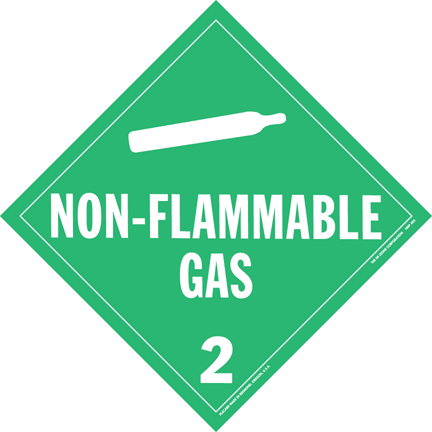
2.2 Gases no inflamables.
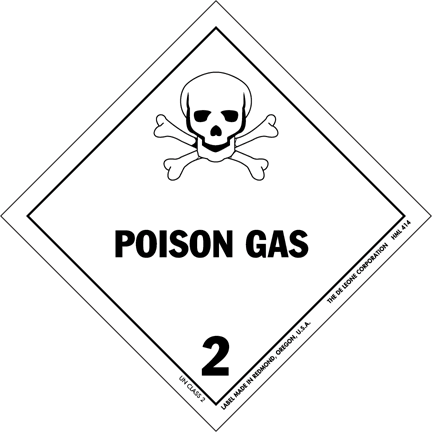
2.3 Gases tóxicos.

#### 2.1 Gases inflamables
Gases que, a 60 °C y a una presión de 101,3 kPa:
1. Son inflamables en mezcla de proporción igual o inferior al 13% en volumen.
2. Tiene una gama de inflamabilidad con el aire de al menos 12%.

Esto es, resumiendo, gases que pueden inflamarse en contacto con una fuente de 
calor. Ej. propileno, etano, butano.

#### 2.2 Gases no inflamables no tóxicos
Son gases que:
1. Diluyen , sustituyen o desplazan el oxígeno del aire produciendo asfixia.
2. Tienen características comburentes. y favorecen la combustión en mayor medida que el aire. Ej. oxígeno, helio o nitrógeno líquido.[2]
3. No pueden adscribirse a ninguna de las demás clases.

#### 2.3 Gases tóxicos
Pueden producir, por inhalación, efectos agudos o crónicos o 
irritantes, e incluso la muerte. Los gases tóxicos pueden, además, ser inflamables, corrosivos o comburentes. Ej. cloro.
Se los considera tóxicos cuando presentan una CL50 de 5000 partes por millón.

### Clase 3: Líquidos inflamables

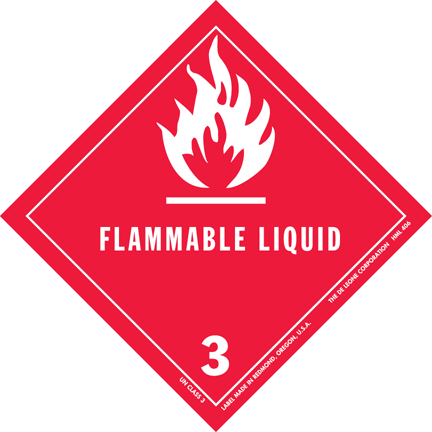
Clase 3.

Los líquidos inflamables son aquellos que su punto inflamación es de 60 °C y un punto de tensión máximo de 2.8 kg X cm². Ej. tolueno, aguarrás, gasolina, pinturas, barnices.
La clase 3 comprende las siguientes sustancias:
- Líquidos inflamables.
- Explosivos líquidos insensibles.

Punto de inflamación de un líquido inflamable: Es la temperatura más baja de ese líquido a la que sus vapores forman con el aire una mezcla inflamable.
No debe confundirse con punto de ignición que es la temperatura a la que hay que elevar la mezcla aire-vapores para provocar realmente una explosión.

### Clase 4.1: Materias sólidas inflamables, materias autorreactivas y materias explosivas desensibilizadas sólidas

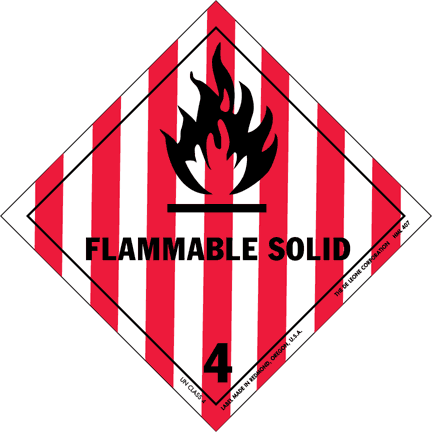
Clase 4.1.

Son aquellas que pueden reaccionar espontáneamente.
Son sólidos que en condiciones normales de transporte son inflamables y pueden favorecer incendios por fricción.
• Riesgo de incendio. 
• Las materias inflamables o combustibles pueden incendiarse por calor, chispas o llamas.
• Pueden contener materias autorreactivas con posibilidad de descomposición exotérmica bajo los efectos del calor, del contacto con otras materias (como ácidos, compuestos de metal pesado o aminas), fricción o choque. 
• Esto puede dar como resultado la emanación de gases o vapores nocivos e inflamables.

### Clase 4.2: Materias que pueden experimentar inflamación espontánea

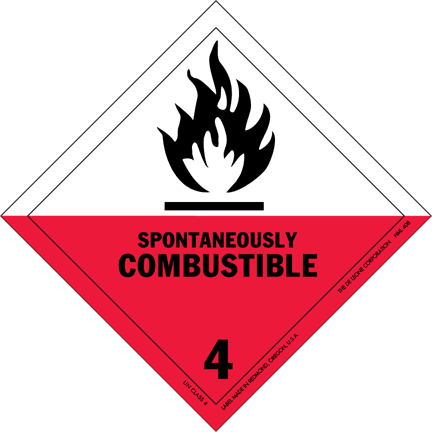
Clase 4.2.

( de la división 4.2 se hallan incluidas las materias denominadas pirofóricas )
Sustancias que pueden calentarse espontáneamente en las condiciones normales del transporte o pueden calentarse al estar en contacto con el aire y pueden inflamarse. Por ejemplo: Carbón, virutas de metales ferrosos, algodón húmedo, etc.

### Clase 4.3: Materias que en contacto con el agua desprenden gases inflamables

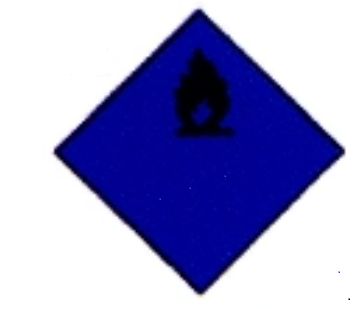
clase 4.3.

Abarca diversos tipos de materias que al entrar en contacto con el agua, desprenden gases inflamables.
Los paneles de peligro suelen llevar una X  y/o la señalización adecuada precediendo a la identificación de dicho peligro.
Por ejemplo: Bario, Sodio, Potasio, Carburo Cálcico, etc

### Clase 5.1: Sustancias comburentes

Clase 5.1.

Son líquidos o sólidos que pueden provocar o favorecer la combustión (generalmente dan lugar a reacciones que desprenden oxígeno)por tanto en contacto con otros materiales aumentan el riesgo de que se produzcan incendios y favorecen el desarrollo de los mismos. Ej. nitrato amónico.
Las mezclas de sustancias comburentes con materias combustibles, e incluso con materias como azúcar, harina, aceites comestibles, aceites minerales, son peligrosas.
En contacto con ácidos líquidos, la mayoría de las sustancias comburentes producen una reacción violenta con desprendimiento de gases tóxicos.

### Clase 5.2: Peróxidos orgánicos

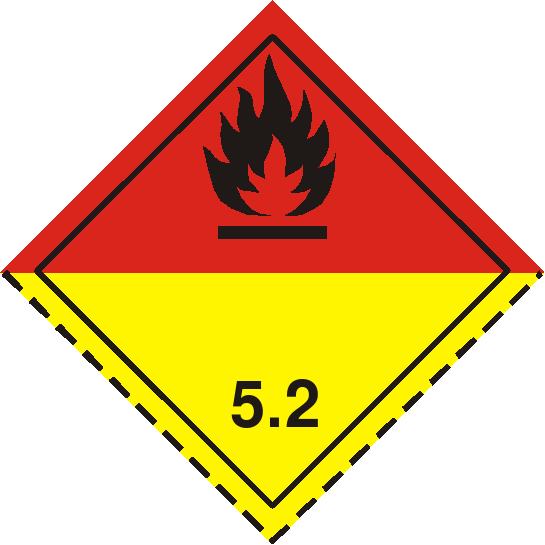
Clase 5.2.

Los peróxidos orgánicos son sustancias susceptibles de experimentar descomposición exotérmica a temperaturas normales o elevadas. La descomposición puede producirse por efecto del calor, del contacto con impurezas, por rozamiento o impacto.
Son materias derivadas del peróxido de hidrógeno, en el cual uno o dos de los átomos de hidrógeno son sustituidos por radicales orgánicos.
Los peróxidos orgánicos se dividen en:
- No más de 1% de oxígeno activo procedente de peróxidos orgánicos cuando su contenido de peróxido de hidrógeno sea de no más de un 1 %.
- No más de 0,5 % de oxígeno activo procedente de peróxidos orgánicos cuando su contenido de peróxido de hidrógeno sea de más de un 1% pero de no más de un 7%.

Existen limitaciones de cantidad para cargar en una unidad de transporte, por ser un material muy peligroso.

### Clase 6.1: Materias tóxicas

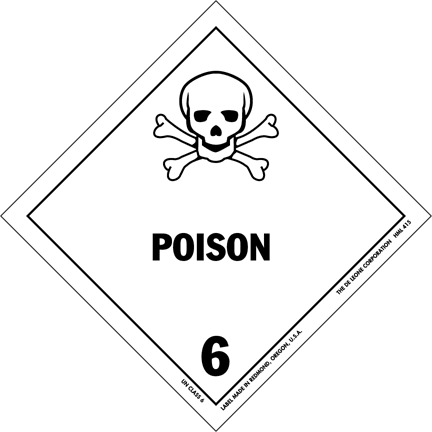

Materias que, en cantidades relativamente pequeñas, pueden dañar a la salud del ser humano o causar su muerte por inhalación, absorción cutánea o ingestión. Ej. metanol, cloruro de metileno.
Por su propia naturaleza, esta sustancias entrañan el riesgo de envenenamiento si entran en contacto con el cuerpo humano.
Casi todas las sustancias tóxicas desprenden gases tóxicos si un incendio las afecta o si se calientan hasta su descomposición.
Véase también: Dosis letal mediana DL50 y concentración letal mediana CL50

### Clase 6.2: Materias infecciosas

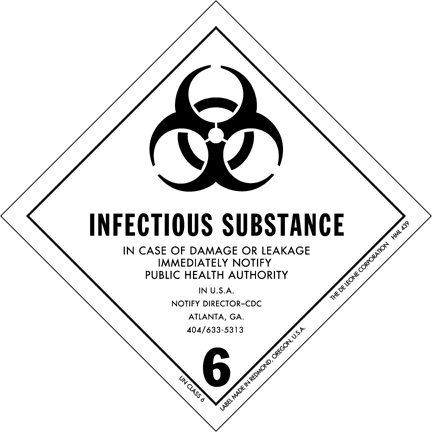

- Materias de las que se sabe o se cree que contienen agentes patógenos, es decir, microorganismos (bacterias, virus, priones) que pueden provocar enfermedades a los animales o a los seres humanos. Ej. muestras de diagnóstico o ensayo.
- Productos biológicos, productos derivados de organismos vivos que requieran de tratamiento especial para su transporte, Ej. material destinado a la confección de vacunas para seres humanos o animales.
- Cultivos, de laboratorio para el estudio de enfermedades humanas o animales.
- Especímenes de pacientes: Materiales animales o humanos extraídos de pacientes. Ej secreciones, excrementos, sangre o tejidos celulares.
- Microorganismos genéticamente modificados: cualquier organismo que ha sido modificado mediante ingeniería genética que no se produce de forma natural.
- Desechos médicos o clínicos: material descartable de la práctica clínica en humanos o animales o bien de investigación biológica.
- NOTA:En caso de tener contacto directo, inhalacion, ingesta, o cualquier contacto con materias catalogadas con clase 6-6.2 (Materias infecciosas), acudir a las autoridades y al centro de salud más cercano.

### Clase 7: Materias radioactivas

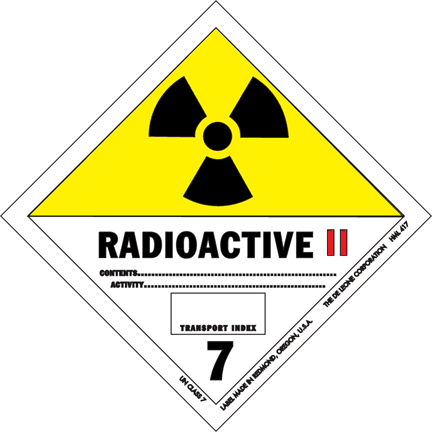

Son objetos o materias que contienen radionucleidos en los cuales tanto la concentración de actividad como la actividad total de la remesa excedan los valores específicos mínimos.
Por sustancias fisionables se entiende:
- Uranio 233.
- Uranio 235.
- Plutonio 239.
- Plutonio 241.
- Cualquier combinación de estos radionucleidos.

Materiales emisores alfa de baja toxicidad son:
- Uranio natural.
- Uranio empobrecido.
- Torio natural.
- Uranio 235.
- Uranio 238.
- Torio 232.
- Torio 228.
- Torio 230.

Todos ellos contenidos en minerales o en concentrados físicos o químicos o emisores alfa con un período de semidesintegración de menos de unos 10 días.

### Clase 8: Materias corrosivas

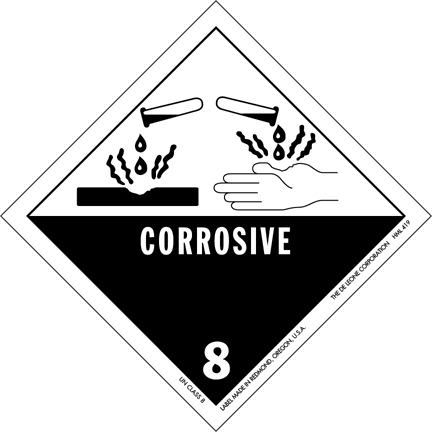
Clase 8.

Las materias u objetos que, por contacto, dañan el tejido epitelial de la piel, las mucosas o los ojos; o que pueden dar lugar a daños en otras mercancías o en propiedades en caso de derrame. Ej. ácido sulfúrico, hipoclorito sódico.
Todas las sustancias de la presente clase con efectos destructivos en mayor o menor grado sobre materiales los metales o los textiles.
Además de actuar directamente de manera destructiva si entran en contacto con la piel o las mucosas, algunas de las sustancia de esta clase son tóxicas o perjudiciales. Su ingestión o inhalación de sus vapores pueden dar por resultado un envenenamiento y algunas de ellas pueden incluso atravesar la piel.

### Clase 9: Materias y objetos que presentan peligros diversos

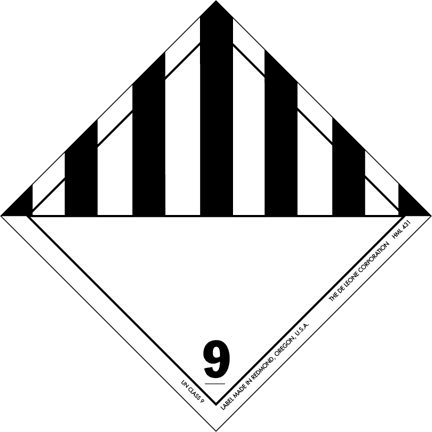
Clase 9.

Son materias que suponen algún tipo de peligro no contemplado entre los anteriores: dioxinas, polvos finos que pueden provocar daños en las vías respiratorias, pilas de litio, materias peligrosas para el medio ambiente, dentro de esta categoría la mercancía más común es el «hielo seco» (CO2) que se usa para refrigerar diversos productos.
Las sustancias que se transportan o se presentan para su transporte a temperaturas iguales a 100 °C.
Los organismos genéticamente modificados que no responden a definición de sustancias infecciosas pero que pueden provocar en animales, plantas o sustancias microbiológicas modificaciones que normalmente no se producirían como resultado de la reproducción natural.

## Condiciones de transporte
Con el fin de realizar un transporte seguro y de eliminar o minimizar los riesgos derivados de estas materias las diversas legislaciones establecen una serie de condiciones mínimas que deben cumplirse en cualquier operación de carga, descarga o transporte.
En general todas las legislaciones establecen las mercancías que se pueden, o no, transportar y las cantidades máximas; las características y homologaciones requeridas para embalajes y vehículos; la formación de las personas intervinientes; el etiquetado y la documentación y las condiciones de seguridad requeridas.

## Legislación internacional sobre transporte de mercancías peligrosas
El transporte de mercancías peligrosas se realiza bajo el amparo de cinco reglamentos o acuerdos internacionales, en función del medio de transporte utilizado.
- Acuerdo ADR Acuerdo relativo al Transporte Internacional Mercancías Peligrosas por Carretera.
- ADN Acuerdo internacional para el transporte de mercancías peligrosas por vía navegable.
- RID Reglamento internacional para el transporte de mercancías peligrosas por ferrocarril.
- Código IMDG Código marítimo internacional de mercancías peligrosas.
- Regulaciones de IATA/OACI Instrucciones técnicas para el transporte sin riesgo de mercancías peligrosas por vía aérea.

Las cinco legislaciones son muy similares, incluso en la propia estructura de los textos. Actualmente se tiende a una integración de todos los códigos, por el momento existe el reconocimiento mutuo de la documentación, de embalajes o etiquetas con el fin de permitir o facilitar los transportes multimodales.